# Atos 25
Atos 25 é o vigésimo-quinto capítulo dos Atos dos Apóstolos no Novo Testamento da Bíblia. Ele trata do período em que Paulo esteve preso em Cesareia.

## Manuscritos
Atos 25 foi originalmente escrito em grego koiné e dividido em 27 versículos. Alguns dos manuscritos a conter o texto são:
- Codex Vaticanus (325–350)
- Codex Sinaiticus (330–360)
- Codex Bezae (c. 400)
- Codex Alexandrinus (ca. 400–440)
- Codex Ephraemi Rescriptus (ca. 450)
- Codex Laudianus (ca. 550)

## Estrutura

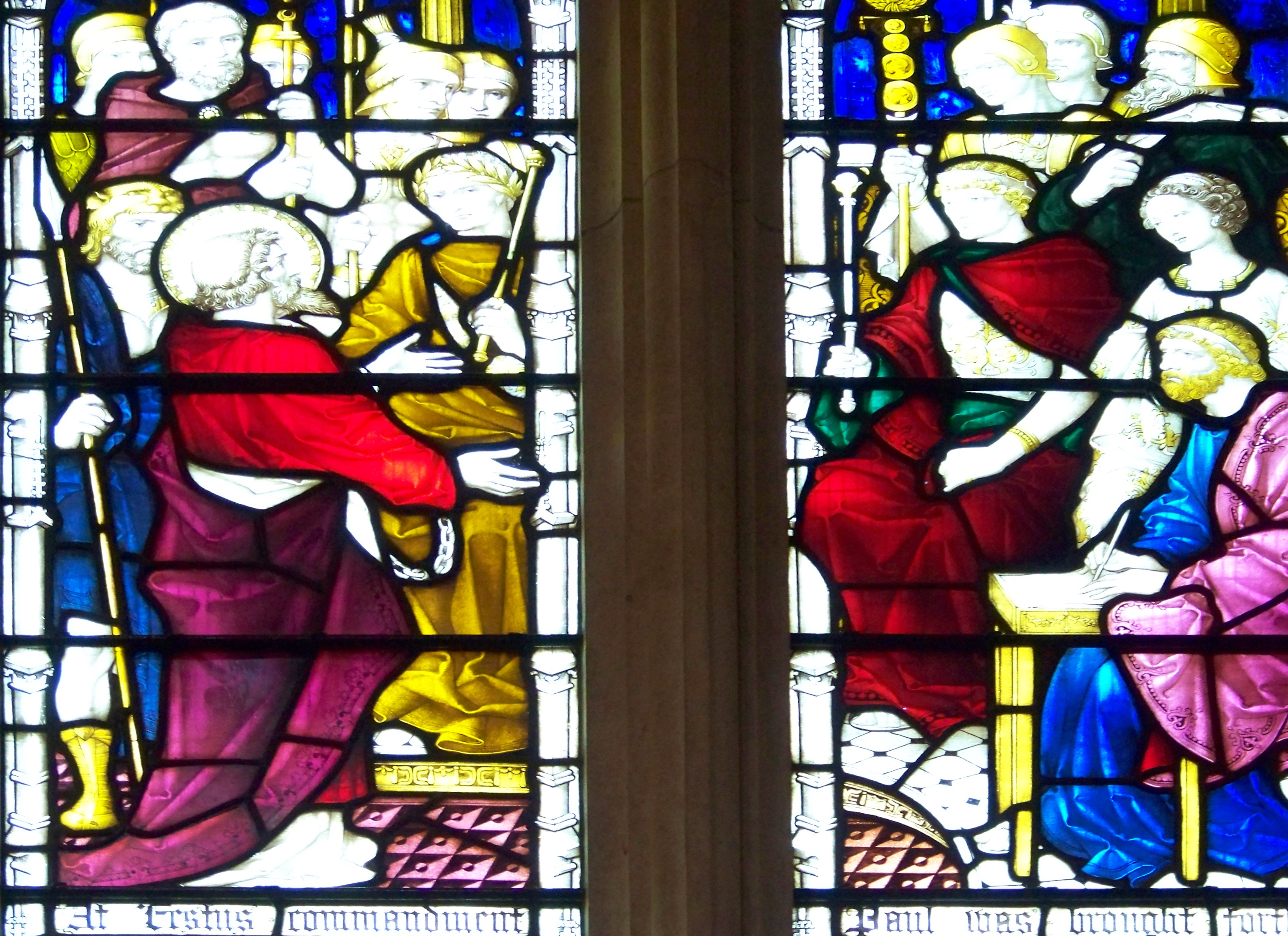
Paulo perante Pórcio Festo (de amarelo, à esquerda), o tema central de Atos 25.
Vitral da Catedral de São Paulo em Melbourne, Austrália.

### Novo governador
O novo governador romano da Judeia, Pórcio Festo, assumiu sua função já sabendo da história de Paulo pelos seus acusadores. Apesar disso, ele não o enviou a Jerusalém como lhe pediram (para que pudessem matá-lo) e pediu aos judeus que fossem à Cesareia acusá-lo em seu tribunal. Quando o fizeram, Paulo manteve sua inocência: «Não tenho pecado em coisa alguma, nem contra a Lei dos judeus, nem contra o templo, nem contra César» (Atos 25:8). A questão se complicou quando Festo, «querendo alcançar o favor dos judeus» (Atos 25:9), perguntou a Paulo se ele queria ser entregue aos judeus para ser julgado, o que significaria certamente a sua morte. Sem alternativas, Paulo decidiu utilizar o seu direito como cidadão romano e "apelou para César". A resposta de Festo ficou famosa:
| “ | «Para César apelaste, a César irás.» (Atos 25:12) | ” |

### Visita de Agripa
Dias depois do veredicto, Agripa e sua esposa, Berenice, visitaram Festo, que lhes contou sobre o caso de Paulo e sua perplexidade em «quanto ao modo de investigar estas coisas» (Atos 25:20), uma vez que, segundo ele, «tinham com ele certas questões sobre a sua religião e sobre um Jesus defunto, que Paulo afirmava estar vivo» (Atos 25:19).
Agripa quis ouvir Paulo e, no dia seguinte, ele e a esposa, concederam uma audiência ao apóstolo. Na apresentação, Festo afirmou que os judeus queriam vê-lo morto, mas ele achava que «nada havia praticado que merecesse a morte, mas tendo ele apelado para o imperador, determinei remeter-lho» (Atos 25:25). Sua esperança era que Agripa encontrasse algo para acusá-lo, pois não lhe parecia razoável enviar um preso a César sem que houvesse alguma acusação contra ele.